# Терзийско (област Бургас)
 Тази статия е за селото в Област Бургас.  За другото българско село с това име вижте Терзийско (Област Ловеч).  
Терзийско е село в Югоизточна България. То се намира в община Сунгурларе, област Бургас.

## География
Село Терзийско се намира на 13 км от общинския център Сунгурларе, на 21 км от Карнобат и на 74 км от областния център Бургас. Близо са селата Огнен и Искра. Надморската му височина е приблизително 500 м. Селото се намира в хьлмиста местност
В село Терзийско в центъра има поща, чешма с басейни, които служат за пране на дрехи. Извън селото на 2 км се намира чешмата „Аврамовца“.
В Село Терзийско се намира местността Лалика. Там има много лалета с различни цветове и люляк.

## Население

### Етнически състав
Преброяване на населението през 2011 г.
Численост и дял на етническите групи според преброяването на населението през 2011 г.:
|                     | Численост |
| Общо                | 113       |
| Българи             | 104       |
| Турци               | -         |
| Цигани              | -         |
| Други               | -         |
| Не се самоопределят | -         |
| Неотговорили        | 9         |

## Културни и природни забележителности
В селото всяка година на Гергьовден 6 май има сбор.
В областта на село Терзийско се намира и връх Кръста с надморска височина от 472 m.